# Reinhard Ziegler
Reinhard Ziegler (* 8. Mai 1955) ist ein ehemaliger deutscher Fußballspieler.

## Sportlicher Werdegang
Ziegler stieß während der Spielzeit 1976/77 zum Kader der Wettkampfmannschaft des Zweitligisten FC 08 Homburg. Unter Trainer Uwe Klimaschefski debütierte er beim 2:0-Heimerfolg gegen die Stuttgarter Kickers am zweiten Spieltag als Einwechselspieler für Jesper Petersen eine Viertelstunde vor Spielende. Zunächst ohne weiteren Spieleinsatz etablierte er sich ab seinem zweiten Einsatz als Einwechselspieler beim 5:0-Erfolg gegen den FC Augsburg im erweiterten Stammspielerkreis und stand am zwölften Spieltag beim 2:1-Heimerfolg über Spitzenreiter Kickers Offenbach erstmals in der Startelf.
Anfang Dezember 1976 wechselte Ziegler innerhalb der Spielklasse zum seinerzeitigen Schlusslicht FK Pirmasens. Unter Trainer István Sztani stand er bei der 1:2-Auswärtsniederlage gegen den Abstiegskonkurrenten BSV 07 Schwenningen am 11. Dezember direkt in der Startelf, rutschte aber nach den folgenden Niederlagen beim 0:6 beim SV Waldhof Mannheim und dem 2:7 beim VfB Stuttgart ins zweite Glied und kam bis Saisonende nur noch vereinzelt zum Einsatz. Beim 2:2-Remis am letzten Spieltag gegen das Schwenniger Schlusslicht, das aufgrund der gleichzeitigen 0:1-Heimniederlage des nun punktgleichen SSV Jahn Regensburg gegen seinen Ex-Klub FC 08 Homburg und des freiwilligen Rückzug des SV Röchling Völklingen aufgrund der besseren Tordifferenz den Klassenerhalt bedeutete, wirkte er nicht mit. Für die Spielzeit 1977/78, die der Klub mit nur einem Saisonsieg und sechs Punkten als abgeschlagenes Schlusslicht beendete, wird kein weiterer Einsatz für ihn verzeichnet. Auch über seine weitere Fußballerkarriere finden sich keine Hinweise. Insgesamt hat er 15 Zweitligaspiele bestritten, sowohl bei seinen sechs Spielen für den FC 08 Homburg, als auch den neun Partien für den FK Pirmasens blieb er ohne eigenen Torerfolg.